# Речица (Приморский край)
Ре́чица — деревня в Шкотовском районе Приморского края, входит в состав Романовского сельского поселения.

## География
Деревня находится в низовьях реки Суходол, недалеко от её впадения в бухту Суходол Уссурийского залива, на расстоянии 6 км от посёлка городского типа Смоляниново, административного центра района, и 85 км от города Владивосток, административного центра края..

## История
Деревня основана в 1884 году переселенцами из Гомельской губернии, названа в честь белорусского города Речица.

## Население
| 1896 | 1900 | 1912 | 1915 | 1926 | 2002 | 2005 |
| ---- | ---- | ---- | ---- | ---- | ---- | ---- |
| 104  | ↗123 | ↗186 | ↗333 | ↗419 | ↘410 | ↗418 |
| 2008 | 2010 |      |      |      |      |      |
| ↘411 | ↘337 |      |      |      |      |      |

## Улицы
| - пер. Вязовый, - ул. Луговая, - ул. Морская, | - ул. Полевая, - ул. Садовая, - ул. Центральная. |

## Транспорт
Близ деревни проходит федеральная автомобильная трасса А188 Угловое — Находка и железнодорожная ветка Смоляниново — Дунай.

## Достопримечательности
Недалеко от Речицы были открыты источники азотно-метановых минеральных вод.
В зимнее время деревня становится местом сбора многочисленных рыбаков, приезжающих на подлёдную рыбалку в устье Суходола и на лёд бухты Суходол.